# Schloss Almerswind

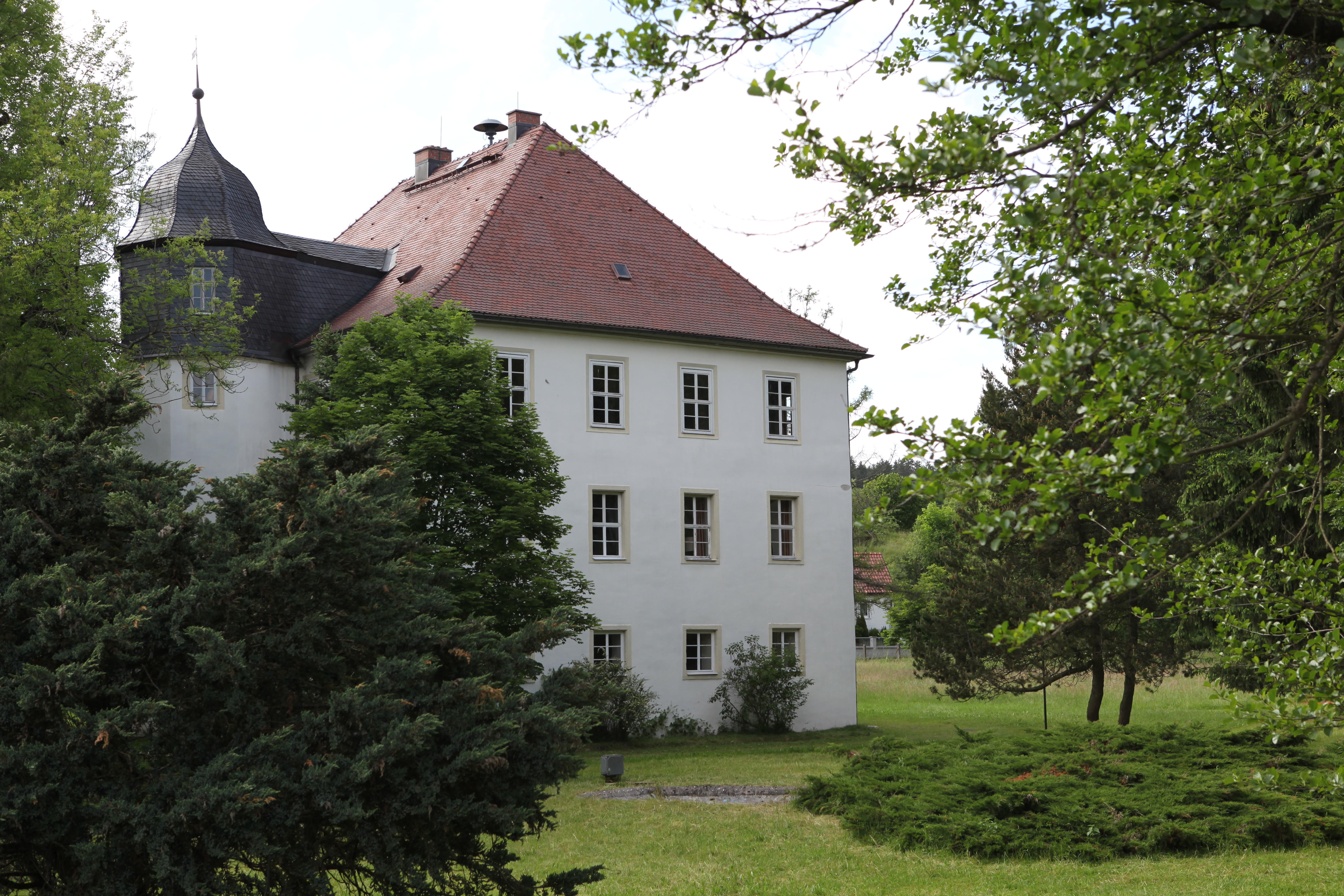
Das Schloss

Das Schloss Almerswind steht im Ortsteil Almerswind der Gemeinde Schalkau im Landkreis Sonneberg in Thüringen.

## Geschichte
Der fast quadratische dreigeschossige Bau mit Walmdach, polygonalem Treppenturm an der Südseite wurde bereits im 13. Jahrhundert erstmals urkundlich erwähnt.
Am 3. und 4. Juli 1635 wüteten kaiserliche Regimenter im Schloss und Umfeld und verwüsteten das Schloss. Im 16. Jahrhundert waren die Herren von Schaumburg zu Rauenstein Eigner.
Etwa um 1700 erfolgte der Neubau des Schlosses unter Einbeziehung älterer Teile.
Es folgten als Besitzer 1787 die Familie Uttenhoven, 1891 die Frau von Enkevorth und bis 1945 die Freifrau von Erffa und von Bergmann-Korn. Sie wurde nach den in Ostdeutschland üblichen Gesetzen zur Bodenreform enteignet.
Von 1945 bis 2001 nutzte die Gemeinde das Haus als Büro und Kindergarten. Die Gemeinde tat viel für die Werterhaltung des Hauses. Das Treppenhaus wurde instand gesetzt und der Kultursaal eingerichtet.
2001 erwarb Bodo Baron von Hoyningen-Huene das Anwesen, das von 1990 bis 1991 saniert worden ist.